# Напіввічнозелені ліси долини Брахмапутри
Напіввічнозелені ліси долини Брахмапутри (ідентифікатор WWF: IM0105) — індомалайський екорегіон тропічних та субтропічних вологих широколистяних лісів, розташований у Північно-Східній Індії та на крайньому півдні Бутану.

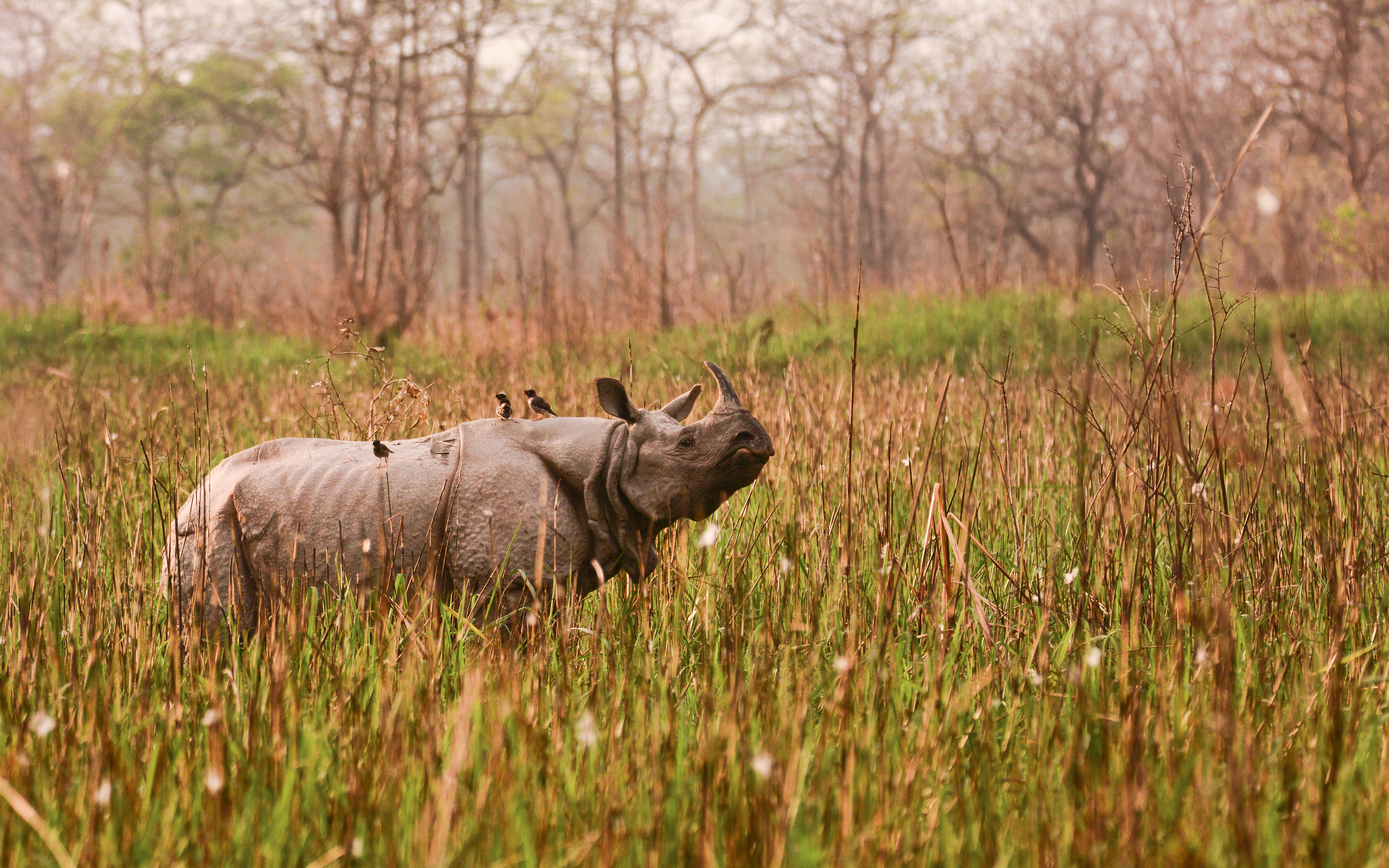
Індійський носоріг у Національному парку Казіранґа

## Географія
Екорегіон напіввічнозелених лісів долини Брахмапутри охоплює Ассамську рівнину, сформовану алювіальними відкладами річки Брахмапутра, яка стікає зі Східних Гімалаїв і тече понад 600 км на південний захід, після чого повертає на південь і впадає в Ганг, який впадає в Бенгальську затоку, утворюючи велику дельту. Екорегіон розташований переважно на території індійського штату Ассам, а також на території сусідніх штатів Аруначал-Прадеш і Мегхалая та на крайньому півдні Бутану. На півночі, в передгір'ях Гімалаїв, екорегіон переходить у гімалайські субтропічні широколистяні ліси та у східногімалайські широколистяні ліси, на півдні, на пагорбах на лівому березі Брахмапутри — у субтропічні ліси Мегхалаї, а на заході — у вологі листяні ліси долини нижнього Гангу.
Північно-Східна Індія, де розташований екорегіон, була тим місцем, де Індійський субконтинент, рухаючись на північ, зіштовхнувся з Євразією в ранньому еоцені, близько 40-50 мільйонів років назад. Рівнини регіону були воротами, через які відбувався обмін видами між індійською та малайською фаунами.
З червня по вересень в екорегіоні дмуть південно-західні мусони, які приносять від 1500 до 3000 мм опадів, залежно від топографії, та спричиняють розлив річок. Велика кількість опадів та алювіальні ґрунти регіону, сформовані відкладами річки Брахмапутри, а також її приток Манас та Субансірі, призвели до того, що регіон був густо населений людьми, значна частина його лісів була вирубана, а його земля екстенсивно оброблялася протягом тисячоліть.

## Флора
У той час як сезон мусонів жаркий та вологий, зима в регіоні прохолодна та суха. Рослинний покрив екорегіону представлений напіввічнозеленими лісами, флора яких пристосована до цих екологічних та кліматичних коливань. Серед лісових угруповань екорегіону виділяють напіввічнозелені ліси Ассамської долини, напіввічнозелені ліси ассамських алювіальних рівнин, напіввічнозелені ліси східних передгір'їв, субгімалайські світлі алювіальні напіввічнозелені ліси, східні алювіальні вторинні напіввічнозелені ліси, субгімалайські вторинні вологі мішані ліси та напіввічнозелені ліси Качару. Більшість пралісів екорегіону були перетворені на луки внаслідок століть регулярних лісових пожеж, спричинених людьми. Невеликі ділянки лісу наразі збереглися вздовж бутано-індійського кордону та вздовж кордону Ассаму та Мегхалаї.
Серед вічнозелених дерев, поширених в лісах регіону, слід відзначити різні види сизигіумів (Syzygium spp.), коричників (Cinnamomum spp.), хлібних дерев (Artocarpus spp.) та представників родини магнолієвих (Magnoliaceae), а серед листопадних дерев, — ост-індійський мигдаль (Terminalia myriocarpa), цитринову терміналію(Terminalia citrina), еліптичну терміналію (Terminalia elliptica), голоцвітий тетрамелес (Tetrameles nudiflora) та різні види стереоспермумів (Stereospermum spp.). Зазвичай крони дерев в напіввічнозелених лісах розташовані на висоті 20-30 м над землею.
В підліску напіввічнозелених лісів поширені голоцвіті тетрамелеси (Tetrameles nudiflora), цейлонські залізні дерева (Mesua ferrea), різні види фебових дерев (Phoebe spp.), махілусів (Machilus spp.), актінодафн (Actinodaphne spp.), поліальтій (Polyalthia spp.), афанаміксісів (Aphanamixis spp.) і стереоспермумів (Stereospermum spp.), та різні представники родин Мелієві (Meliaceae), Фісташкові (Anacardiaceae), Мускатникові (Myristicaceae), Лаврові (Lauraceae) та Магнолієві (Magnoliaceae). Також в підліску поширені колючі бамбуки (Bambusa bambos), бамбуки Гамільтона (Dendrocalamus hamiltonii), бамбукоподібні мелоканни (Melocanna baccifera) та інші бамбуки.
В порушених середовищах, особливо на територіях, що постраждали від пожежі, зустрічаються салові дерева (Shorea robusta), які становлять основу субклімаксових угруповань. Також у вторинних лісах регіону зустрічаються різноманітні діптерокарпуси (Dipterocarpus spp.). В прибережних районах Брахмапутри поширені вологі вторинні луки, флора яких подібна до флори луків Тераї-Дуару.

## Фауна
В межах екорегіону зустрічається 122 види ссавців, серед яких слід відзначити бенгальського тигра (Panthera tigris tigris), індійського леопарда (Panthera pardus fusca), димчасту пантеру (Neofelis nebulosa), ведмедя-губача (Melursus ursinus), індійського замбара (Rusa unicolor), барасингу (Rucervus duvaucelii), азійського арні (Bubalus arnee), гаура (Bos gaurus), чубатого лангура (Trachypithecus pileatus) та бенгальського лорі (Nycticebus bengalensis). Тут мешкає найбільша в Індії популяція індійських слонів (Elephas maximus) та найбільша у світі популяція індійських носорогів (Rhinoceros unicornis). З навколишніх гірських схилів в долини регіону час від часу спускаються гімалайські ведмеді (Ursus thibetanus).
Широка річка Брахмапутра, яка протікає через територію екорегіону, слугує біогеографічним бар'єром для деяких видів тварин. Так, на південному березі цієї річки зустрічаються західні хулоки (Hoolock hoolock), ведмежі макаки (Macaca arctoides) та північні свинохвості макаки (Macaca leonina), а на північному березі — майже ендемічні індійські лангури (Trachypithecus geei). Також на північному березі Брахмапутри мешкають рідкісні щетинясті зайці (Caprolagus hispidus) та ендемічні карликові свині (Porcula salvania), які перебувають під загрозою зникнення, а в самій річці — рідкісні гангські дельфіни (Platanista gangetica).
В межах екорегіону зустрічається понад 370 видів птахів. Серед поширених в екорегіоні птахів слід відзначити непальського лофура (Lophura leucomelanos), сірого віялохвоста (Polyplectron bicalcaratum), болотяного турача (Ortygornis gularis), дворогого гомрая (Buceros bicornis), непальського калао (Aceros nipalensis), малабарського птаха-носорога (Anthracoceros albirostris) та дуже рідкісного бенгальського флорікана (Houbaropsis bengalensis). Серед майже ендемічних птахів, що зустрічаються в регіоні, слід відзначити червоногорлу перепілку (Perdicula manipurensis), болотяну принію (Laticilla cinerascens), болотяного баблера (Pellorneum palustre), гімалайську сутору (Paradoxornis flavirostris) та асамського тимельовця (Pterorhinus nuchalis).

## Збереження
Оцінка 2017 року показала, що 2824 км², або 4 % екорегіону, є заповідними територіями. Природоохоронні території включають: Національний парк Манас, Національний парк Дехінг-Паткай, Природний заповідник Мехао, Природний заповідник Борнаді, Національний парк Казіранґа, Національний парк Оранг, Природний заповідник Лаокхова, Природний заповідник Побітора, Природний заповідник Сонай-Рупай, Національний парк Намері та Національний парк Дібру-Сайкхова в Індії, а також Королівський національний парк Манас в Бутані.